# Manfred Stolpe
Manfred Stolpe (Stettin, 1936. május 16. – Potsdam, 2019. december 29.) német politikus, Brandenburg első miniszterelnöke.

## Életpályája
Miután 1955-ben Greifswaldban gimnáziumot végzett, jogi tanulmányokat kezdett a Jénai Egyetemen.
Stolpe 1959 és 1969 között a berlin-brandenburgi evangélikus egyháznál dolgozott.